# فيكتور هوغو غارسيا رودريغيز
فيكتور هوغو غارسيا رودريغيز (بالإسبانية: Víctor Hugo García Rodríguez)‏ هو سياسي مكسيكي، ولد في 9 أغسطس عام 1965، في مدينة مكسيكو في المكسيك. حزبياً، نشط في حزب الثورة الديمقراطية. وقد انتخب عضو مجلس النواب المكسيك.